# Schanzenturm

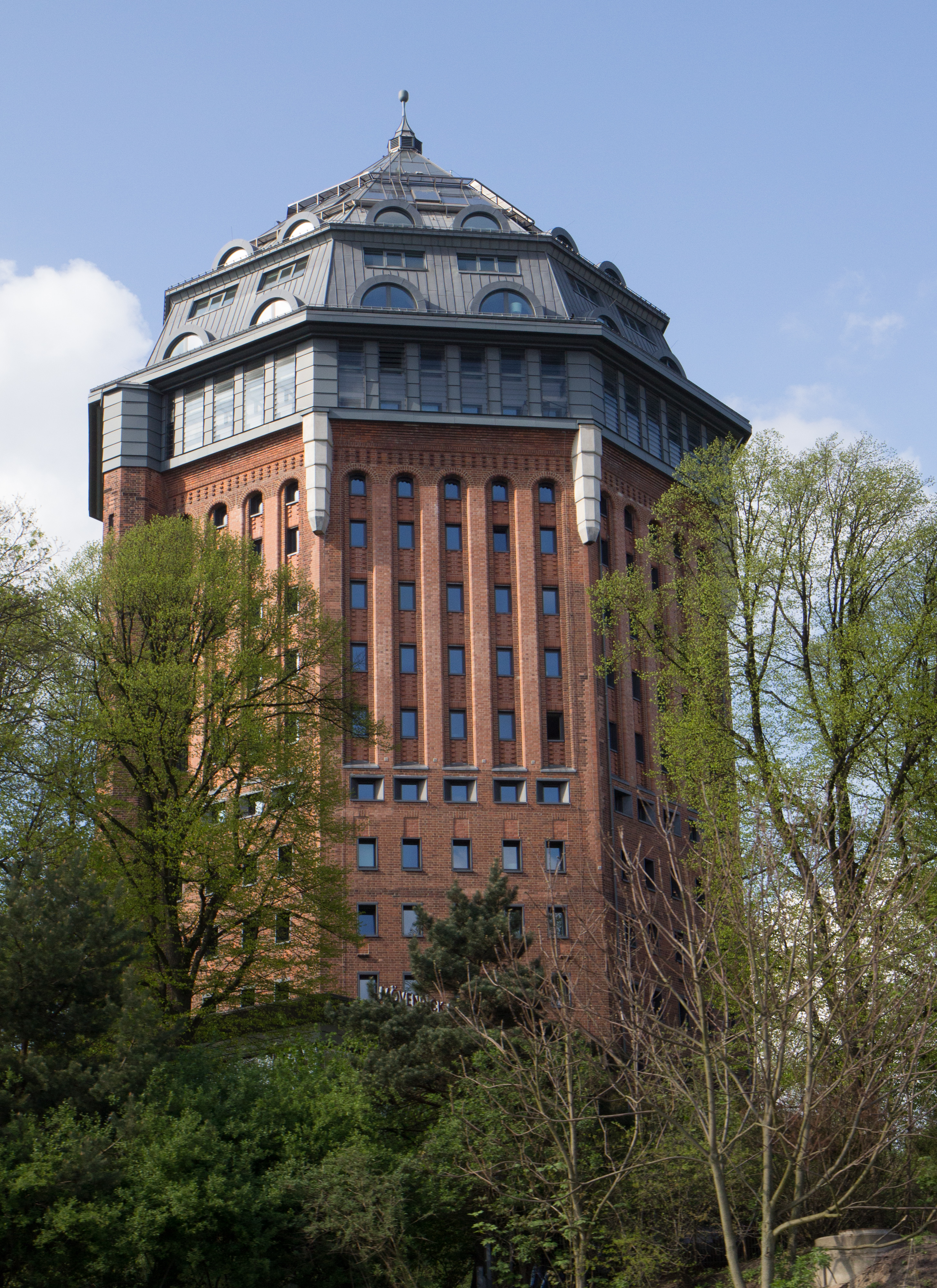
Schanzenturm 2018

Der Schanzenturm ist der ehemals größte Wasserturm Europas auf einem Hügel (28 m ü. NN) des Hamburger Sternschanzenparks und gehört seit dem 1. März 2008 verwaltungsrechtlich zum Stadtteil Sternschanze. Es handelt sich um Industriearchitektur, erbaut 1907 bis 1910 von dem bei den Hamburger Wasserwerken angestellten Architekten Wilhelm Schwarz, und wurde bis 1961 in der ursprünglichen Funktion genutzt. Die Basis des Turms bildet ein seit 1863 bestehendes und 1905 außer Betrieb genommenes Hochreservoir für die ehemalige Stadtwasserversorgung (Ingenieur William H. Lindley), damals für einen Preis von 697.000 Goldmark errichtet.
2007 wurde im Schanzenturm nach zweieinhalbjähriger Bauzeit das Mövenpick Hotel Hamburg eröffnet.

## Der Wasserturm von 1910
Der Wasserturm hatte zwei übereinander angeordnete Wasserbehälter mit jeweils 2.300 Kubikmetern Fassungsvermögen, einem horizontalen Durchmesser von 25 Metern, einen gerundeten Boden und jeweils 2,7 Meter hohen Wänden. Sie waren aus 10 bis 14 Millimeter dicken Stahlblechen zusammengenietet.
Der untere Behälter ruhte auf 24 jeweils 17 Meter hohen Betonpfeilern und trug seinerseits mit Stahlstützen den oberen Behälter. Der Raum zwischen den Pfeilern und oberhalb der Stützkonstruktion wurde mit Backsteinen ausgemauert. Das achteckig spitz zulaufende Turmdach war mit Kupfer gedeckt, worunter sich eine umlaufende Galerie befand. Diese Galerie wurde zumindest anfangs auch als Aussichtsplattform genutzt. Sie war über eine Wendeltreppe mit 181 Stufen in einem seitlichen Treppenturm erreichbar.
Im Zweiten Weltkrieg wurde das Dach beschädigt, worauf es notdürftig repariert und 1958 mit Schiefer neu gedeckt wurde.

## Umwidmung zur Weiternutzung

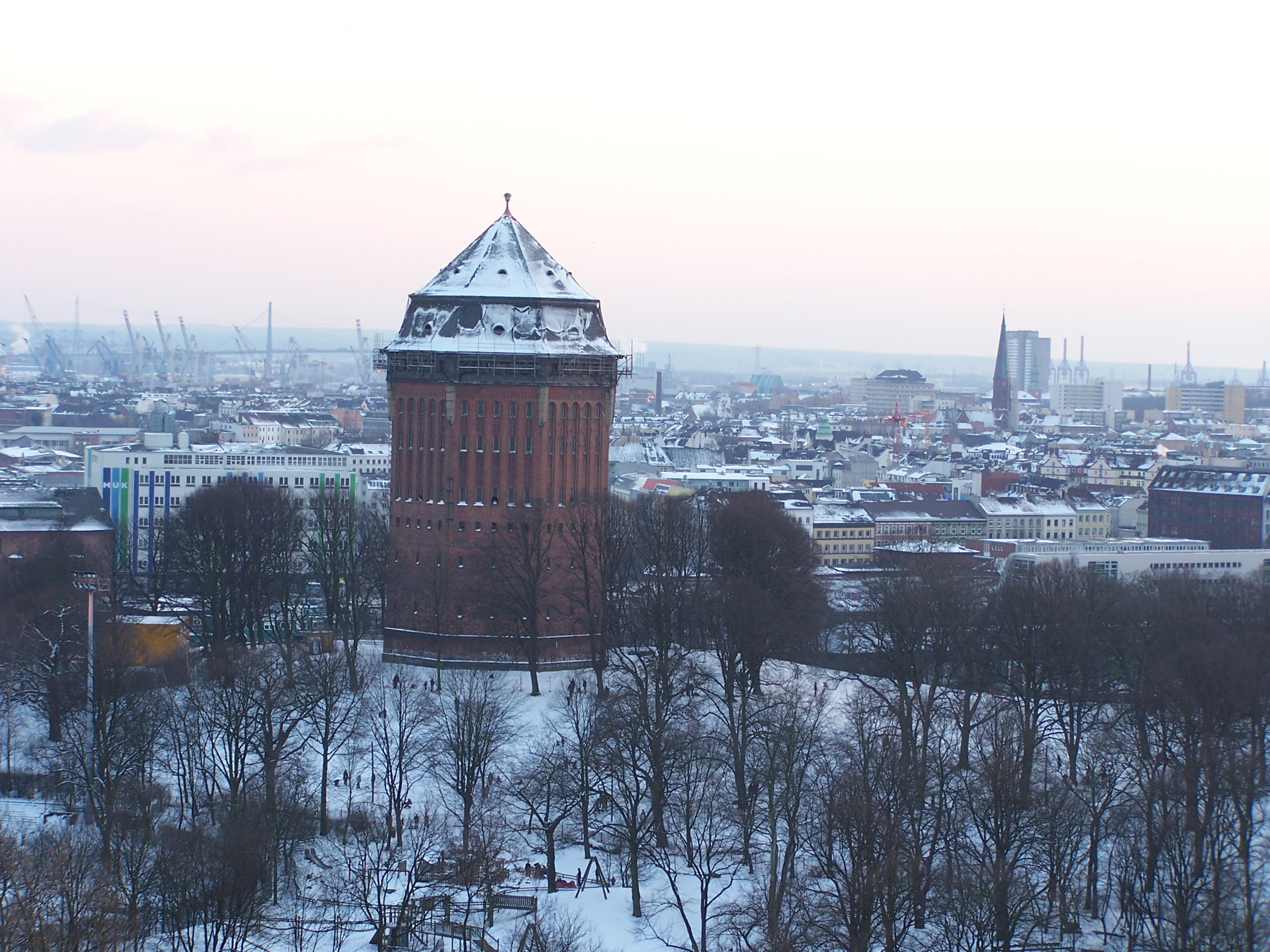
Gesamtansicht des Turms 2005

1956 wurde der Wasserturm durch die Modernisierung des Wassernetzes überflüssig, so dass er 1961 außer Betrieb gesetzt wurde.
Nach der regulären Nutzung wurden die Räume im Turm von den Hamburger Wasserwerken noch bis 1970 als Archiv und Geräteprüfstelle genutzt. Wegen der hohen Unterhaltskosten wurde ab 1969 versucht, den Turm zu verkaufen. Von den zahlreichen Vorhaben zur Nutzung erwies sich jedoch vor allem aus finanziellen Gründen keines als umsetzbar.
Die Hamburger Wasserwerke überlegten zwischenzeitlich, den Turm wieder selbst als Verwaltungszentrum zu nutzen, jedoch wäre für die etwa 500 Mitarbeiter der Bau nahegelegener Bürogebäude erforderlich gewesen. Hier regte sich nun der Protest der Bürger und der Grün-alternativen Liste (GAL), die eine Gefahr für den Schanzenpark sahen und daher die Bürgerinitiative gegen die Umnutzung des Schanzenturmes ins Leben riefen. Die Suche nach einem interessierten Nachnutzer mit zwischenzeitlichen Ansätzen zu abermals anderer Nutzung zog sich jedoch hin, bis sich zum 11. September 2003 die Mövenpick Hotel & Resorts entschloss, den Wasserturm für zwanzig Jahre zu pachten und mit der Patrizia AG als Bauherr und Walter Bau in ein Vier-Sterne-Messehotel umzubauen.

## Hotelbau

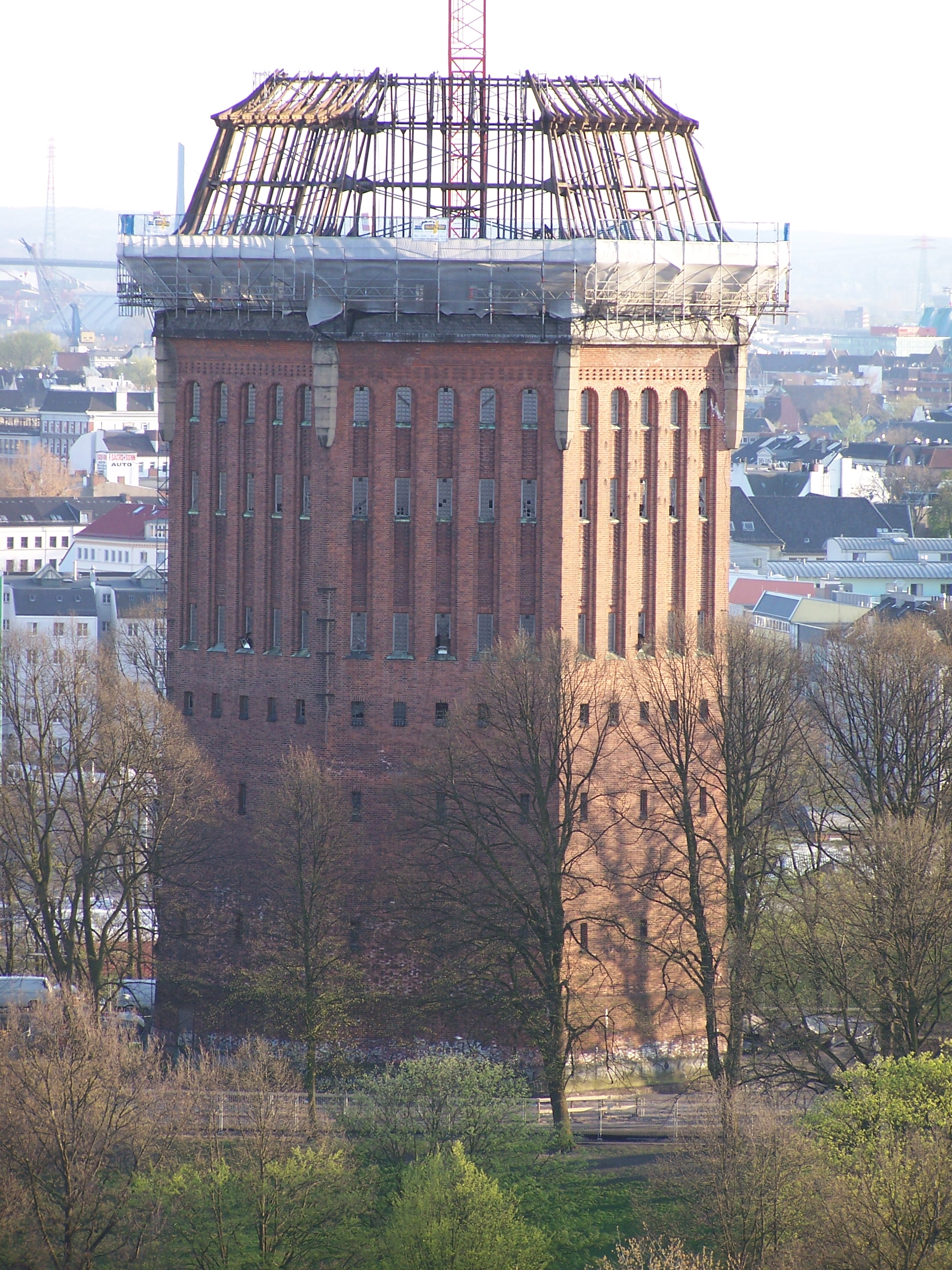
Wasserturm während der Demontage des Daches, April 2005

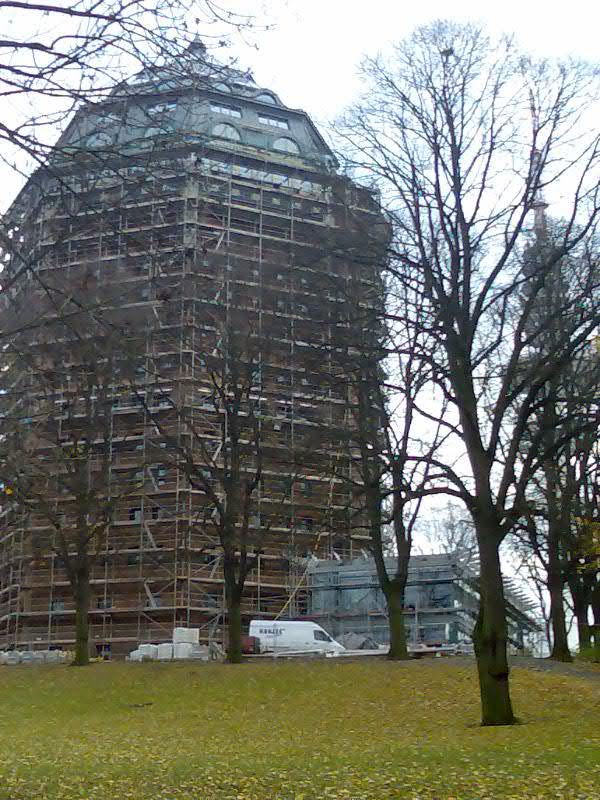
Glasanbau (27 m lang × 8 m hoch × 8 m breit) für Restaurant und Konferenzräume am Wasserturm, November 2006

Ab 11. Januar 2005 begannen die Entkernung und der Umbau des Wasserturms unter  Polizeischutz und wurde nach zweieinhalbjähriger Bauzeit während des G8-Gipfel in Heiligendamm 2007 als Mövenpick Hotel Hamburg eröffnet.
Zunächst wurden die zwei ehemaligen Stahlhängeboden-Wasserbehälter mit je 24,5 Metern Durchmesser aus dem Jahre 1907 herausgeschnitten und der Turm entkernt. Die unteren zwei Geschosse des Gebäudes liegen unterirdisch im Erdhügel in einem 1863 gebauten Backsteinkreuzgewölbe, das noch aus der Zeit vor dem Bau des Turms stammt und als erster Wasserspeicher genutzt wurde. Im Speicher wurden in die eineinhalb Meter starken Fundamentwände des Turms Durchbrüche gefräst, u. a. um einen Eingang zur tiefer gelegenen Straße Sternschanze zu schaffen. Die hohen Kreuzgewölbe des historischen Speichers sind nahezu vollständig erhalten und saniert worden. Ab dem Winter 2005/2006 wurden rund um den innen hochgezogenen Erschließungsschacht 20 Geschosse eingezogen. Darin sind in jeder Etage die Zimmer rund um den Kern angeordnet. Dieses Betonskelett trägt auch die historische Ziegelfassade, die sonst vom Einsturz bedroht gewesen wäre. 2007 wurde das neue Erschließungsgebäude an der Straße Sternschanze mit einer Erdabdeckung wieder an den Hang des Sternschanzenparkes angepasst und dieser begrünt sowie die öffentlichen Wege im Park wiederhergestellt.
Im jetzigen Zustand bietet das Hotel im Schanzenturm neben 226 Zimmern ein Konferenzzentrum mit Tagungsräumen für Veranstaltungen mit bis zu 180 Personen, ein ganztägig geöffnetes Restaurant in einem ebenerdigen äußeren Wintergarten, eine Bar, ein Fitness-Zentrum sowie eine Sauna.

## Proteste gegen die Umnutzung des Schanzenparks in einen  „Park mit Messehotel“
Anwohner und Bürgerinitiativen organisierten Bürgerbegehren mit über 6000 Unterstützerunterschriften und klagten 2005 und 2007 vor dem Verwaltungsgericht Hamburg gegen die Nutzung des Turms als Hotel. Das Verwaltungsgericht kam zu dem Ergebnis, dass die Baugenehmigung des Bezirksamtes Eimsbüttel vom 27. Dezember 1996 für den Umbau in ein Hotel „objektiv rechtswidrig“ sein dürfte. Der Investor, die Patrizia AG, sah hingegen diesbezüglich keine großen Probleme: Die Nutzung des Parks werde nicht eingeschränkt, normale Menschen könnten ihn weiterhin wie gewohnt nutzen, und mit den Betreibern des Open-Air-Kinos solle eine Einigung erzielt werden.
Am 11. Januar 2005, dem Tag des Baubeginns, kam es zu einer spontanen Demonstration mit über 1000 Teilnehmern am Sternschanzenpark und im Schanzenviertel, das dabei weiträumig von der Polizei abgeriegelt wurde. Parolen wie Der Park gehört allen und Kein Hotel wurden mit einem Video-Beamer auf Häuserfassaden gestrahlt. Weitere große Demonstrationen von mehreren tausend Teilnehmern folgten: So hielten Hotelgegner nachts den Wachmannschaften und Flutlichtanlagen am Wasserturm Spiegel entgegen. Es kam auch zu „Nadelstichaktionen“, beispielsweise Feuer-, Farb- oder  Buttersäureanschläge auf das Mövenpick-Hotel.